# Reduto da Prainha
O Reduto da Prainha localizava-se na chamada Prainha, na vila de São José de Riba-Mar, atual cidade de Fortaleza, no litoral do estado brasileiro do Ceará.

## História
SOUZA (1885), citando informação de João Brígido dos Santos (Resumo Cronológico da História do Ceará), registra a existência de um forte "(...) de madeira [faxina e terra], que dominava a barra do Sul do porto da capital [da Província do Ceará, Fortaleza] no lugar fronteiro à antiga alfândega, hoje terra firme, e existia ainda no princípio deste século [XIX] (...)." (op. cit., p. 74)
BARRETTO (1958), informa que, para complemento da defesa do Forte de Nossa Senhora da Assunção, no governo da capitania do Ceará de Mountari, em 1756, iniciou-se a construção de um Reduto de madeira e terra apiloada, mais tarde artilhado com doze peças (op. cit., p. 90). Complementa que, no início do século XIX, existia na Prainha, em Fortaleza, um fortim denominado Reduto da Prainha, artilhado com duas peças de pequeno calibre (op. cit., p. 97).
Posteriormente, instalou-se no bairro da Prainha a recém-criada Companhia de Aprendizes-Marinheiros, em 26 de novembro de 1864.